# Dale Roberts (futebolista nascido em 1986)
Dale Roberts (Horden, 22 de outubro de 1986 — Higham Ferrers, 14 de dezembro de 2010) foi um futebolista inglês que jogava como goleiro.
Profissionalizou-se no Nottingham Forest em 2005, mas não jogou nenhuma partida oficial pela equipe, que o emprestou a Eastwood Town, Alfreton Town e Rushden & Diamonds, que o comprou em definitivo em 2009.
A participação de Roberts na Seleção Inglesa resume-se à equipe C, pela qual disputou 6 partidas entre 2009 e 2010.

## Morte
Dale Roberts morreu em 14 de dezembro de 2010, com apenas 24 anos. A causa de sua morte foi relatada como suicídio por enforcamento devido ao fato de que Roberts estava se esforçando para lidar com a separação da sua noiva, Lindsay Cowan, depois de ela ter tido um caso com Paul Terry, seu companheiro no Rushden & Diamonds e irmão de John Terry, ex-zagueiro do Chelsea.
Em homenagem ao goleiro, o Rushden (extinto em 2011) chegou a aposentar a camisa 1, porém em 2015 a The Football Association pediu para que o número fosse novamente usado, e depois que o AFC Rushden & Diamonds (sucessor do clube fundado em 1992) entrou com um pedido, a reutilização não foi liberada.